# Bubembe Regio
La Bubembe Regio è una struttura geologica della superficie di Tritone.